# 프로젝트 나이키

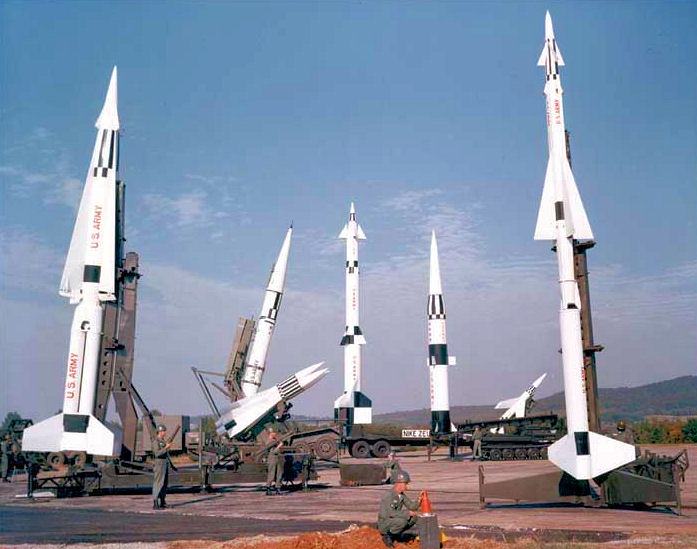

프로젝트 나이크(Project Nike)는 1945년 5월 벨 연구소가 가시선 대공 미사일 시스템을 개발하기 위해 제안한 미국 육군의 프로젝트이다. 이 프로젝트는 미국 최초의 운용대공미사일시스템 나이크 에이젝스를 1953년 인도했다. 나이크 에이젝스 개발에 사용된 상당수의 기술과 로켓 시스템은 수많은 기능을 위해 재사용되었으며 그 중 다수가 "나이크"라는 이름으로 지어졌다.(이는 그리스 신화의 승리의 슨 니케에서 따온 것이다) 미사일의 1단계 고체 로켓 부스터는 MIM-14 나이키 허큘리스, NASA의 나이키 스모크 로켓을 포함한 수많은 종류의 로켓의 토대가 되었다.

## 같이 보기
- MIM-14 나이키 허큘리스